# 十月詔書
十月詔書（じゅうがつしょうしょ、Октябрьский Манифест、Манифест 17 октября）は、ロシア第一革命の混乱を収拾するために、1905年10月17日（グレゴリオ暦10月30日）にロシア皇帝ニコライ2世の名によって出された詔勅。詔書の起草は、セルゲイ・ヴィッテとアレクセイ・オボレンスキーの手による。正式名称は国家秩序の改良に関する詔書（Манифест об усовершенствовании государственного порядка）である。十月十七日詔書や、十月宣言ともいう。

## 経緯

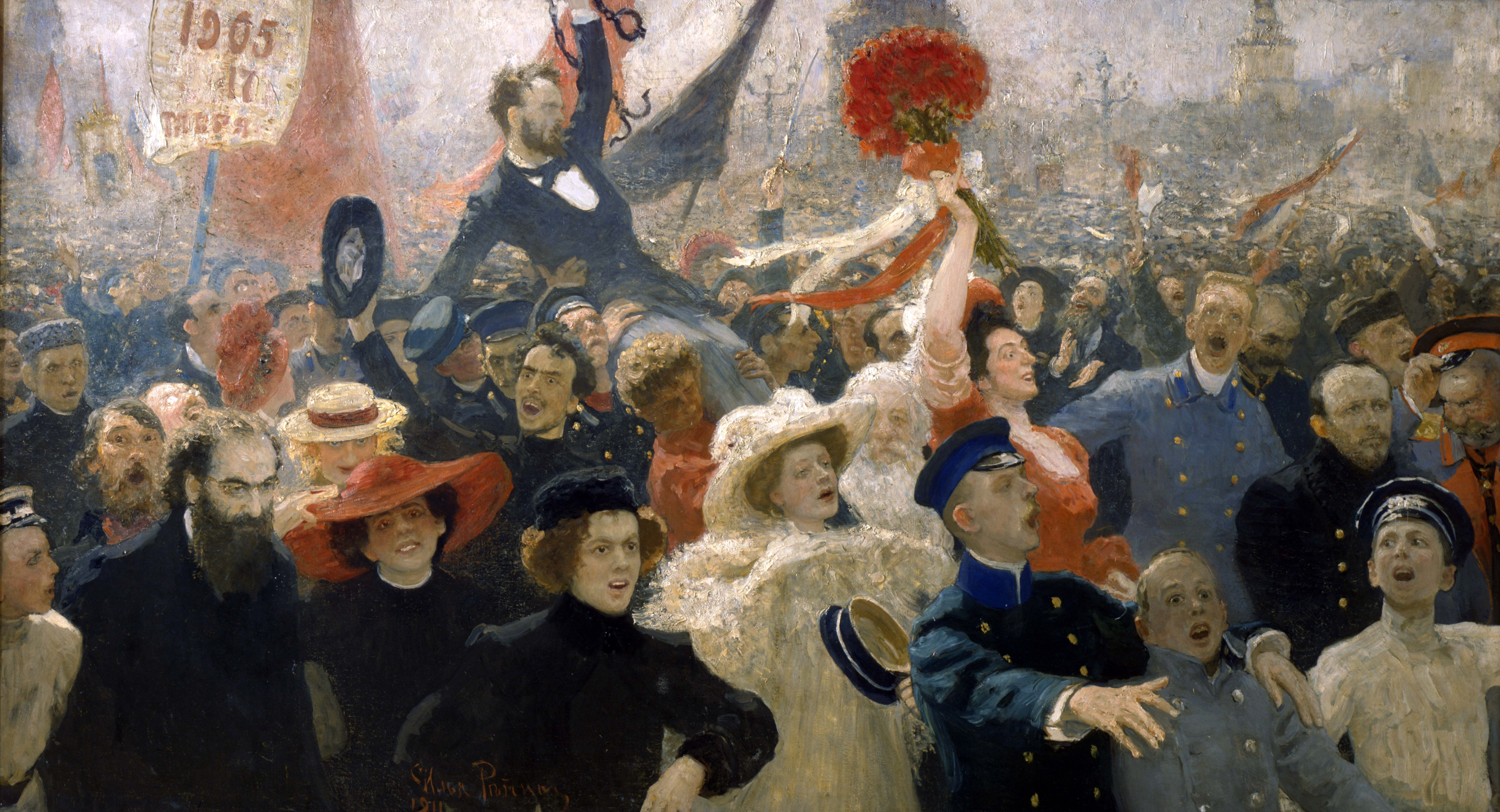
イリヤ・レーピン作「1905年10月17日」

1905年、日露戦争に敗北したロシア帝国では、同年1月9日の血の日曜日事件を端緒として、2月モスクワ総督セルゲイ大公暗殺、6月戦艦ポチョムキンの反乱などの事件が続発した。さらに全国に騒擾が波及して、10月全国ゼネラル・ストライキが起きた。この間、皇帝ニコライ2世は、アレクサンドル・ブルイギン内相をして、勅令（いわゆる「ブルイギン宣言」）を発布させた。しかし、創設を約束された国会（ドゥーマ）の権限に不満を抱く国民大衆は一層、ツァーリ政府に対する不満を増大させ、上述の通り、10月のゼネストを招く事態となった。
この事態を収拾する上で大きな役割を果たしたのが、セルゲイ・ウィッテである。日露戦争に反対し主戦派であったヴャチェスラフ・プレーヴェ、ベゾブラーゾフらと対立していたウィッテは、敗戦後、全権首席としてアメリカに赴き、1905年9月5日ポーツマス条約締結に漕ぎ着けていた。帰国後、ウィッテは首相として事態の収拾に当たることとなる。ウィッテは、アレクセイ・オボレンスキーとともに十月詔書を起草した。当初、ウィッテは、ニコライ2世の詔書による事態収拾には反対していたが、自分の意見を詔書に盛り込ませることで詔書発表に最終的に同意した。ニコライ2世は、起草された詔書に対してツァーリの専制権力を縮小するものとして勅許を渋った。しかし、ウィッテが自分の意見が通らなければ、首相の任に就かないと皇帝を半ば脅迫し、強引に詔書に同意させることに成功した。

## 内容
十月詔書は、ニコライ2世の名で以下の3点を国民に対して約束している。
- 人格の不可侵、良心の自由、言論の自由、集会の自由、結社の自由
- 国会（ドゥーマ）選挙への幅広い参加。すなわち、選挙権の拡大及び、新たな立法措置の下、普通選挙による選挙民の増加
- 国会（ドゥーマ）の承認を受けない法律の無効、国会議員による行政行為の合法性、適法性を統制・監視する権限の付与

十月詔書の公布により、ロシアは立憲制への第一歩を歩むこととなった。同詔書は、それまでツァーリの専制政治のみを経験してきたロシア国民にとって、憲法の先駆とも呼べるものであった。
十月詔書発布により、勝利を得たと考えた自由主義者たちは、帝政に対する矛先を収めた。穏健派は11月「10月17日同盟」（十月党、オクチャブリスト）を結成した他、社会革命党（エスエル）、ロシア社会民主労働党（ボリシェヴィキ及び、メンシェヴィキの両派）は合法的活動の余地を得た。

## 反動
一方で自らの専制権力に枠をはめられたニコライ2世は、事態を屈辱的なものと感じていた。また、皇后アレクサンドラも専制を志向していた。皇帝は国会（ドゥーマ）に対して幾度と無く拒否権を発動するなどし、選挙法の改正を通じて国会の形骸化を目論んだ。日露戦争終了後、ツァーリ政府は退勢を挽回し、12月に起きたモスクワ蜂起を武力で鎮圧した後、革命勢力の退潮と、ウィッテの期待通り、自由主義者を中心に十月詔書に賛同する穏健派は国会（ドゥーマ）選挙に備えることとなる。1906年第一国会では自由主義派の立憲民主党（カデット）が第一党となった。
ニコライ2世の拒否権行使のため、国会は権限が形骸化し、言論の自由は制限された。

## 参考
- ウィッテ回想録、The Memoirs Of Count Witte
  - ニューヨーク及びトロント、New York & Toronto （1921年）
  - ニューヨーク、アーモント、Armonk, New York  （1990年）. ISBN 0873325710